# Wilbrinkbos
het Wilbrinkbos is een landgoed bij Voorthuizen (gemeente Barneveld) in de Nederlandse provincie Gelderland. Het gebied is vernoemd naar mr. G.J. Wilbrink, notaris te Lunteren. Het is sinds 1962 eigendom van Geldersch Landschap en Kasteelen en heeft een oppervlakte van 123 hectare.

## Ligging en topografie
Het landgoed Wilbrinkbos ligt ten oosten van Voorthuizen, aan weerszijden van de Apeldoornsestraat (N344), de oude rijksweg van Amersfoort naar Apeldoorn. Het landhuis staat meteen buiten het dorp aan de noordkant van de weg. Het eigenlijke Wilbrinkbos sluit daarop aan. Het gebied is bij bewoners van de streek ook bekend als de "Voorthuizer heuveltjes" omdat er een grote zandwal ligt, waarvan vroeger werd aangenomen dat het een stuifwal was, die was ontstaan door inwaaiend zand in een houtsingel. Daar spreekt tegen dat de landbouwgronden vóór (d.w.z. ten westen van) de wal liggen. Tegenwoordig neemt men aan dat het een stuifduin is, dat in de laatste ijstijd ontstond. De paraboolvorm is voor duinen in het binnenland ongewoon.
De Apeldoornsestraat is een oude hessenweg. Deze verbond Deventer en Amersfoort en was daarnaast van belang als verbinding met Duitsland. De weg was op veel plaatsen kaarsrecht. De tegenwoordige Apeldoornsestraat ligt nog op dezelfde plaats als de oude weg. Ook de bocht in de weg ter hoogte van het landhuis (huis Zandbergen) is nog waar te nemen. In deze bocht bevond zich De Roskam, een herberg, annex tolhuis, voor het eerst genoemd in 1680. 
Het noordelijke deel van het Wilbrinkbos heeft een parkachtig karakter. In het noordoosten ervan liggen enkele vochtige heideterreintjes. In het deel ten zuiden van de provinciale weg, vooral het gebied rondom het Grijze Veen, zijn de natuurwaarden het belangrijkst. Het Grijze Veen is een ven van ruim 3 hectare, dat ontstaan is door afgraving van veen. In dit gebied lag vroeger een waardevolle natte heide, waarin de Ganzenbeek ontsprong.

## Huis Zandbergen
De naam van huize Zandbergen is ongetwijfeld ontleend aan de hoge stuifwal die er direct achter ligt. Volgens de muurankers is het gebouwd in 1795. In de negentiende eeuw kwam het in het bezit van mr. Gerrit Jan Wilbrink, die van 1884 tot 1895 notaris in Lunteren was. Later voerde zijn dochter mej. dr. G. Wilbrink het beheer over het landgoed. Ze had een eigen kamer in huize Zandbergen, waar in het begin van de twintigste eeuw drie gezinnen woonden. Ze kwam met enige regelmaat op de fiets uit Lunteren. Toen ze in 1962 overleed, vermaakte ze het landgoed aan Het Geldersch Landschap. Daarbij was het verzoek om het landgoed voortaan "Wilbrinkbos" te noemen, ter herinnering aan de stichter.

## Oude meerstammige beuk: De Twaalf Apostelen
In het Wilbrinkbos staat, halverwege het paraboolduin,  een bijzondere oude beuk (Fagus sylvatica), die "De Twaalf Apostelen" wordt genoemd. Het is een meerstammige beuk. In 2017 had deze boom een omtrek van ongeveer 10 m (gemeten op 20 cm. hoogte). Naar schatting was de boom toen 22 m hoog.
Bij een onderzoek in 2006 werd een opstand met beuken van 15 stammen met 15 m omtrek vastgesteld. Toen werd het vermoeden uitgesproken dat het hier om één enkele hakhoutstoof zou gaan. Maar "aanplant van meerdere beuken in één plantgat is niet helemaal uit te sluiten. Niettemin moet deze hakhoutgroep zeer oud zijn en kan mogelijk uit de Middeleeuwen dateren."
In 2017 stonden er nog tien levende stammen.